# Vladimir Varankin
Vladimir Valentinovitch Varankin (12 novembre 1902 - 3 octobre 1938), connu sous le pseudonyme Vol-Volanto, est un auteur et espérantiste russe.

## Biographie
Vladimir Varankin nait le 12 novembre 1902 à Nijni Novgorod, de Valentin Jegorovitch Varankin, directeur d’une caisse d’épargne, et Nina Aleksejevna Varankina, bibliothécaire.

### Arrestation, exécution et réhabilitation
Dans la nuit du 7 au 8 février 1938, Vladimir Varankin est arrêté, étant accusé de faire partie de l’organisation Unia Centro.
Il est condamné à mort et fusillé le 3 octobre 1938.
En 1957, le verdict est revu, du fait de l’absence totale de preuve. Il est alors acquitté, vingt ans après sa mort.

## Œuvres
- (eo) Vladimir Varankin, Teorio de Esperanto : Helpilo por superaj Esperanto-kursoj, 1929[2]
- (eo) Vladimir Varankin, Esperanto por laboristoj : lernilo por rondetoj kaj memlernado, 1930[2]
- (eo) Vladimir Varankin, Metropoliteno (eo), 1933, 200 p. (lire en ligne)[2]